# Cólera aviar

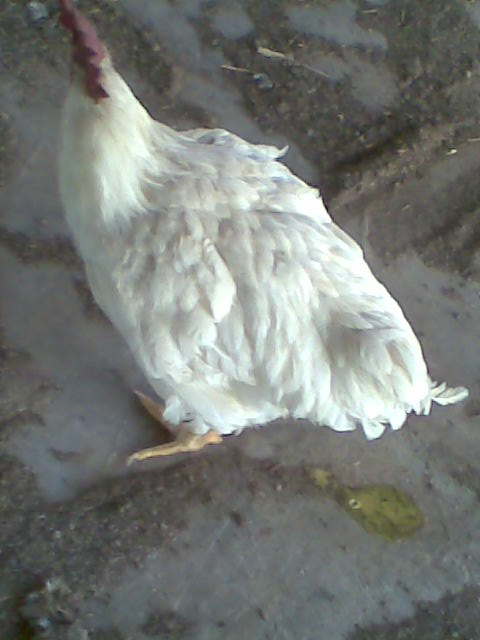
Gallo con diarrea verde.

El cólera aviar es también llamado cólera de los pollos, pasteurelosis aviar y septicemia hemorrágica aviar. Ésta es la pasteurelosis más común en las aves de corral. Como el agente causal es Pasteurella multocida, ésta se considera una zoonosis.
Las aves adultas y los pollos crecidos son más susceptibles. En el gallinero los gallos son mucho más susceptibles que las gallinas.
Además de a gallos y gallinas, la enfermedad afecta también a pavos, patos, gansos, rapaces y canarios. Los pavos, también llamados guajalotes y guanajos, son particularmente sensibles, con mortalidades que legan a 65%.
El reconocimiento de esta condición patológica es de importancia continuamente creciente para su distinción diagnóstica con la gripe aviar. Esta enfermedad no tiene nada que ver con el cólera humano que es debido al Vibrio cholerae.

## Historia
La enfermedad fue registrada en el siglo XVIII. Pasteurella multocida fue descubierta por el veterinario alsaciano Moritz, luego fue estudiada sucesivamente por Sebastiano Rivolta en 1877, Edoardo Perroncito y Semmer, veterinarios en Turín en 1878, y Henry Toussaint en Toulouse en 1879. Sin embargo, recién en la década de 1880, Luis Pasteur aisló el agente etiológico y lo separó en cultivo puro por primera vez, al poner a punto un método más eficaz que el de Toussaint. También publicó un procedimiento de vacunación por atenuación con ayuda del oxígeno, el que sería el primer ejemplo de vacuna viva atenuada.
Aunque originalmente es una enfermedad de aves de corral de Europa, esta fue registrada por primera vez en 1943-1944 en América del Norte. Desde entonces los brotes se han registrado casi anualmente entre las aves silvestres. Actualmente esta enfermedad prevalece más en las anátidas silvestres de América del Norte.

## Epidemiología
Los brotes ocurren durante tiempo frío y húmedo (al final del verano, otoño e invierno). Los brotes a menudo son referidos con posterioridad a la presencia de roedores en los casas de cría. Se piensa que estos expanden la enfermedad luego infestarse de carcasas de aves muertas desechadas incorrectamente (posiblemente de los patios vecinos). Una vez que la enfermedad se introduce en el gallinero, se mantendrá hasta no sacar todas las aves enfermas. Las portadoras crónicas pueden siempre dar lugar a un rebrote en las aves susceptibles.
En las aves silvestres, la enfermedad se asocia más comúnmente con humedales. Blanchong y colaboradores determinaron que los humedales actúan como reservorios de corto plazo, al registrar grandes cantidades de la bacteria en el suelo y agua durante el brote. Sin embargo los humedales no son reservorios de largo plazo. La enfermedad se presenta en dos formas muy diferentes: aguda y crónica. 
Las aves más comunes con cólera aviar crónica, entre las aves de corral, exhiben un padecimiento prolongado con infecciones más localizadas. Las infecciones crónicas se han demostrado en el ganso níveo o ánsar nival, y se cree que estos individuos son reservorios de la enfermedad migrantes a largas distancias. Cuando ocurre la introducción de la bacteria en una población de aves susceptibles, le sigue un brote agudo de cólera aviar. Las aves infectadas morirán de seis a doce horas después de contraer la bacteria, y muy pocas aves de ánsar nival enfermas crónicas se han descrito. Debido a la asociación en densas congregaciones, las anatidas son las más comúnmete afectadas por Pasteurella multocida, sin embargo las carroñeras y otras aves acuáticas son a menudo afectadas en grandes brotes multiespecíficos.

## Signos clínicos y lesionespost mortem

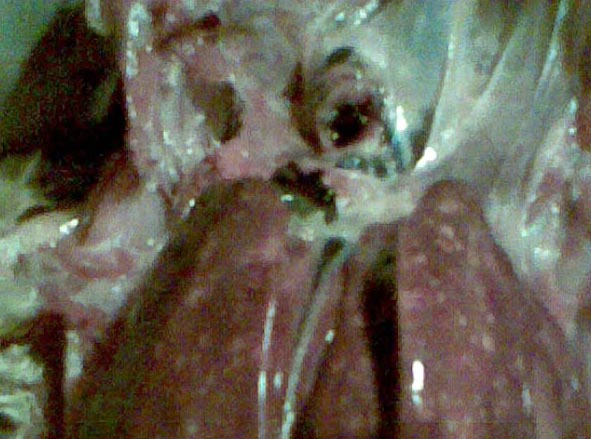
Focos necróticos en el hígado.

En casos agudos, una diarrea verde puede ser un síntoma temprano. Los síntomas más típicos, en casos crónicos, es la inflamación de las carúnculas. Es más frecuente en razas locales resistentes. Más que una infección general, las infecciones localizadas son más características. Estas ocurren a menudo en el tracto respiratorio, incluida la sinusitis y los huesos neumatoicos, la articulación tarsal, el saco del esternón, las membranas digitales, la cavidad peritoneal y los oviductos.
En casos agudos, la lesión post mortem más típica es las petechiae observadas en el tejido graso del epicardio. Los focos necróticos sobre el hígado se encuentran usualmente y la hiperhemia general es común. Debido a la velocidad de infección y mortalidad, las aves tienen buena condición física y no exhiben signos de padecimiento prolongado.

## Tratamiento
El tratamiento más eficiente en aves en reproducción o en gallinas ponedoras es la inyección intramuscular individual de una tetraciclina de acción duradera, con el mismo antibiótico en el agua de tomar, simultáneamente. La mortalidad y los signos clínicos se detendrán dentro de una semana. Pero la bacteria podría quedar presente entre las aves.